# درندگان ۶۱۵۷
سیارک ۶۱۵۷ (به انگلیسی: 6157 Prey، نامگذاری:1991RX2) شش هزار و صد و پنجاه و هفتمین سیارک کشف شده‌است که در ۹ سپتامبر ۱۹۹۱ کشف شد.
قدر مطلق سیارک برابر ۱۳٫۹۰ است.